# Список заслуженных тренеров СССР (плавание и прыжки в воду)
Почётное спортивное звание, присваивалось в 1956—1992 годах.
В данный список включены персоналии, получившие звание «заслуженный тренер СССР» за достижения в области плавания, синхронного плавания, прыжков в воду, водных лыж и подводного плавания.
| 1956 год |                              |            |                         |               |           |               |  |
| 1        | Алёшина Клавдия Ивановна     | 04.08.1956 |                         | Плавание      | Ленинград |               |  |
| 2        | Махин Иосиф Иванович         | 04.08.1956 |                         | Плавание      | Горький   |               |  |
| 1957 год |                              |            |                         |               |           |               |  |
| 1        | Арусоо, Кристиан И.          | ??.02.1957 | 18.06.1924 — 30.12.1992 | Плавание      | Таллин    | «Динамо»      |  |
| 2        | Иоакимиди Лука Александрович | ??.02.1957 |                         | Плавание      | Тбилиси   | «Динамо»      |  |
| 3        | Мусастиков, Шалва Н.         | ??.02.1957 |                         | Плавание      | Тбилиси   |               |  |
| 4        | Соосаар, Пеэт Х.             | ??.02.1957 | 19.09.1929 — 25.07.1994 | Плавание      | Таллин    | «Динамо»      |  |
| 5        | Чиж Болеслав Викентьевич     | ??.02.1957 |                         | Плавание      | Киев      | «Буревестник» |  |
| 6        | Шумин Александр Михайлович   | ??.02.1957 |                         | Плавание      | Ленинград | «Динамо»      |  |
| 7        | Шило Л.С.                    | ??.02.1957 |                         | Прыжки в воду | Львов     | «Динамо»      |  |
| 8        | Вржесневский Иван Викторович | ??.??.1957 | 19.01.1911 — 29.09.1985 | Плавание      | Киев      |               |  |
| 9        | Кофнер Матвей Аврумович      | ??.??.1957 |                         | Плавание      | Львов     |               |  |
| 10       | Федорова Лидия Алексеевна    | ??.??.1957 |                         | Плавание      |           |               |  |
| 1959 год |                              |            |                         |               |           |               |  |
| 1        | Чернов Георгий Петрович      | ??.??.1959 | ??.??.1906 — 13.10.1966 | Плавание      | Москва    |               |  |
| 1963 год |                              |            |                         |               |           |               |  |
| 1        | Чуксин Юрий Викторович       | ??.??.1963 | ??.??.1926 — ??.??.1987 | Плавание      | Волгоград |               |  |
| 1964 год |                              |            |                         |               |           |               |  |
| 1        | Ованесян Георгий Меликович   | ??.02.1964 |                         | Прыжки в воду | Ереван    |               |  |

## 1964
- Алексеенко, Елена Лукьяновна
- Бондаренко, Виталий Тихонович
- Инясевский, Кирилл Александрович

## 1965
- Кашутина, Валентина Николаевна
- Северин, Василий Алексеевич 22.03.1929 (прыжки в воду)

## 1966
- Баркан, Исаак Аронович 29.03.1919 — 29.08.1988 (прыжки в воду)
- Кистяковский, Игорь Юльевич
- Кожух, Александр Емельянович

## 1968
- Тульк, Александр Ф. 25.8.1929 — 19.4.1990 (подводное плавание)[7]

## 1970
- Мазуров Игорь (подводное плавание)
- Татишвили, Маргарита Георгиевна
- Харламова, Ольга Васильевна 1917

## 1972
- Буре, Валерий Владимирович
- Петрухина, Татьяна Максимовна (прыжки в воду)

## 1973
- Ваньков, Андрей Александрович 30.11.1907 — 1986

## 1974
- Иоселиани, Павел Николаевич

## 1976
- Вайцеховский, Сергей Михайлович
- Зенов, Борис Дмитриевич
- Порозов, Лев Николаевич
- Яроцкий, Генрих Владимирович

## 1977
- Дедова, Валентина Николаевна (прыжки в воду)

## 1978
- Амирова, Марина Васильевна
- Баталова, Розалия Александровна (прыжки в воду)
- Кошкин, Игорь Михайлович

## 1980
- Гражюнас, Арвидас Бенедиктович
- Матвеев, Валентин Яковлевич
- Мурысев, Алексей Прокофьевич
- Нехаевский, Валерий Леонидович 1940 (водные лыжи)
- Нехаевский, Юрий Леонидович 1940 (водные лыжи)
- Пименов, Анатолий Алексеевич ?-1997
- Смелова, Вера Алексеевна
- Штарас, Альгис Пранович

## 1981
- Иванченко, Евгений Иванович
- Капшученко, Леонид Дмитриевич 09.03.1949 — 12.07.2006[8]
- Новожилов, Виктор Викторович (водные лыжи)
- Портнов, Сталий Львович 1931—1989 (прыжки в воду)

## 1984
- Коряк, Тамара Александровна (прыжки в воду)
- Петров, Глеб Георгиевич
- Филатов, Валерий Николаевич 18.12.1938 — 17.01.2016
- Цветов, Олег Львович

## 1985
- Манин, В.

## 1987
- Кузьменко, Ванар Петрович 2.5.1936 (прыжки в воду)[9]

## 1989
- Качкуркин, Владимир Николаевич 18.06.1945
- Сальникова, Марина Николаевна 1957

## 1990
- Шумков, Александр Демьянович

## 1992
- Авдиенко, Виктор Борисович
- Мамин, Николай Петрович

## неизв
- Богдановская, Евгения Михайловна ?-1987 (прыжки в воду)
- Буров, Георгий Александрович (прыжки в воду)
- Данилов, Константин Юрьевич 21.5.1937 (прыжки в воду) (? 72)[10]
- Ефимова, Серафима Павловна (прыжки в воду)
- Зимовский, Пётр Анатольевич (подводное плавание)
- Клинченко, Борис Павлович ?-1989 (прыжки в воду)
- Купляков, Владимир Владимирович
- Мазуров, Георгий Георгиевич 11.04.1908 — 08.05.1981
- Никитина Н. Н. (синхронное плавание)
- Тимошинина, Наталья Владимировна (прыжки в воду)
- Ткаченко, Александр Андреевич 1910
- Турецкий, Геннадий Геннадьевич